# Chevrolet El Camino
Der Chevrolet El Camino war ein von 1958 bis 1960 und wieder von 1964 bis 1987 gebauter Pick-up mit offener Ladefläche des amerikanischen Automobilherstellers General Motors, der unter der Marke Chevrolet produziert wurde. Der Name stammt aus dem Spanischen und bedeutet „der Weg“.
Seit den frühen 1970er Jahren wurde ein baugleiches Schwestermodell von der General-Motors-Marke GMC unter der Bezeichnung GMC Sprint, später als GMC Caballero verkauft.

## 1959–1960: Erste Generation
Die Idee, ein leichtes Nutzfahrzeug von einem Personenwagen abzuleiten, ist fast so alt wie das Automobil selbst. Seit den 1920er Jahren hatte auch Chevrolet ein entsprechendes Pick-up-Pkw-Kombinations-Modell im Angebot. Ab etwa Mitte der 1930er Jahre ging der Trend hin zu Fahrzeugen, die vom Lkw abgeleitet waren. Dies führte zu Chevrolets erfolgreicher Baureihe 3100. Eine Pionierleistung – und ein indirekter Vorgänger des El Camino – war der Chevrolet Cameo, ein luxuriöseres Truck-Modell innerhalb der Serie 3100. Dessen Innovationen lagen in einer Verglasung der C-Säule, vor allem aber in einem Pick-up-Bett, das nicht mehr einfach auf das Chassis gesetzt wirkte, sondern erstmals in die Gesamtlinie der Karosserie einbezogen war.
Die Neuauflage eines Pick-up-ähnlichen Fahrzeuges auf Pkw-Basis wurde bei Chevrolet bereits 1952 diskutiert. Zum Handeln veranlasst sah sich Chevrolet aber erst, als Erzrivale Ford 1957 überraschend mit dem Ranchero ein solches Fahrzeug vorstellte.
Dass es so lange dauerte, bis GM mit einem eigenen Modell darauf reagieren konnte, lag an internen Problemen; ausgelöst durch das Erscheinen von revolutionären neuen Modellen von Chrysler im Jahre 1957. Deren neuartiges Design mit gestreckten, schlanken Linien, ausladenden Heckflossen und dem weitgehenden Verzicht auf Chrom-Exzesse ließ die für 1958 geplanten, mit Chromzier völlig überladenen GM-Produkte bereits behäbig und altbacken aussehen, ehe sie auf den Markt kamen. In der Folge musste der langjährige GM-Design-Chef Harley Earl diesen Posten verlassen. Unter seinem Nachfolger Bill Mitchell musste GM außerplanmäßig eine völlig neue, konkurrenzfähige Modellgeneration auf die Räder stellen. Diese sehr kostspielige und aufwendige Maßnahme ließ für die Einführung neuer Nischenmodelle wenig Spielraum, und so erschien General Motors’ erster Nachkriegs „Pkw-Pick-up“ erst mit den neuen Modellen für 1959. Bis 1971 ausschließlich als Chevrolet lieferbar (später kam eine nahezu baugleiche Version von GMC dazu) erhielt das neue Modell den Namen El Camino. Diese Bezeichnung hatte GM zuvor erst einmal verwendet: für das Konzeptauto Cadillac El Camino von 1954.
Konzeptionell entsprach er dem Ford Ranchero: Beide basierten auf einem zweitürigen Kombiwagen (im Fall des El Camino war dies das Modell Brookwood respektive dessen Version mit verblechten hinteren Seiten) mit dem nur leicht angepassten Fahrgestell und einer Karosserie, die von der Front bis zur B-Säule identisch mit den anderen Chevrolet-Modellen war. Ein stark gekürztes Dach endete auf Höhe der B-Säulen und bedeckte damit nur das Passagierabteil mit seiner dreisitzigen Bank. Den Abschluss der Fahrgastzelle bildeten ein neues Heckfenster und eine Querwand, die auch zur Versteifung der Karosserie und zum Schutz des Fahrers vor losem Transportgut diente. Dahinter folgte die offene Pick-up-Wanne. Sie war so eingefügt, dass die Flanke optisch anderen Personenwagenmodellen entsprach. Weil Station Wagon damals ohnehin eine horizontal geteilte Heckklappe hatten, konnte deren unterer Teil samt Scharnieren mit wenigen Anpassungen von den Kombi-Modellen übernommen werden. Sowohl El Camino wie Ranchero wiesen – wenn auch über die Jahre auf unterschiedlichen Plattformen – einen solchen Aufbau auf.
Der El Camino nahm in der Chevrolet-Palette insofern eine Sonderstellung ein, als er unüblicherweise in sämtlichen Ausstattungsvarianten inklusive einer dem Topmodell Impala ebenbürtigen erhältlich war.
Ironischerweise behielt Ford den Ranchero nur noch in diesem Jahr in der großen Klasse; bereits der Nachfolger für 1960 wurde auf dem neuen kompakten Falcon lanciert.
1959 verkaufte Chevrolet 22.246 El Caminos; 1960 machte der El Camino die umfangreichen Karosserieänderungen des Impala mit, gleichwohl gingen die Verkaufszahlen auf 14.163 Stück zurück (auch eine Folge des nun wesentlich preiswerteren Ranchero), worauf Chevrolet beschloss, die Produktion einzustellen.

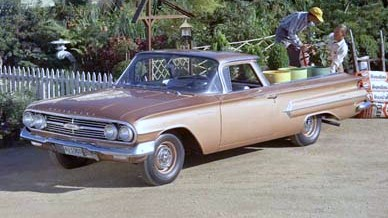
1960er El Camino

### Motoren
1959
- 236 cui R6 (99 kW/135 PS),
- 283 cui V8 (125 kW/170 PS),
- 283 cui V8 (169 kW/230 PS),
- 348 cui V8 (184 kW/250 PS),
- 348 cui V8 (206 kW/280 PS),
- 348 cui V8 (224 kW/305 PS),
- 348 cui V8 (235 kW/320 PS),
- 348 cui V8 (239 kW/325 PS)

1960
- 236 cui R6 (99 kW/135 PS),
- 283 cui V8 (125 kW/170 PS),
- 283 cui V8 (169 kW/230 PS),
- 348 cui V8 (184 kW/250 PS),
- 348 cui V8 (206 kW/280 PS),
- 348 cui V8 (224 kW/305 PS),
- 348 cui V8 (235 kW/320 PS),
- 348 cui V8 (239 kW/325 PS)

## 1964–1967: Zweite Generation
Ford hatte das Erscheinen seines neuen kompakten Falcon zum Anlass genommen, die 2. Generation des Ranchero auf dieser Plattform anzubieten. Der Wechsel war sehr erfolgreich. Dies veranlasste Chevrolet dazu, auch dem El Camino eine neue Chance zu geben. Als Basis diente aber nicht der eigene Kompaktwagen Chevy II, sondern das 1964 eingeführte Mittelklassemodell Chevelle. Bis zur B-Säule war der El Camino identisch mit dem 4-/ 5-türigen Chevelle. Da Chevrolet den neuen El Camino eher als „Arbeitstier“ sah, waren die stärksten (und unwirtschaftlichsten) Chevelle-Motoren nicht im Pick-Up lieferbar – vorerst.
Im Modelljahr 1965 gab es im El Camino dann doch eine Hochleistungsvariante des 5,4-Liter-V8 (327 cui). 1966 erschien eine Version mit 6,5-Liter-V8 (396 cui). Über die stehende Viertelmeile kam der 327 auf Zeiten knapp über 15 Sekunden (und eine Endgeschwindigkeit von 145 km/h), die 396er-Modelle erreichten ohne weiteres Zeiten unter 15 Sekunden.
Für das Modelljahr 1967 erhielt auch der El Camino das gleichzeitige Chevelle-Facelift mit Änderungen an Kühlergrill, vorderer Stoßstange und Chromleisten, neu war eine Niveauregulierung.

## 1968–1972: Dritte Generation
Die dritte Generation fußte auf der zum Modelljahr 1968 erneuerten Chevelle und wuchs in den Abmessungen leicht. Eine neue High Performance Super Sport-SS396-Version wurde, wie auch in der Chevelle, angeboten. Die Modelle 1969 unterschieden sich kaum von den Vorjahresausführungen, 1970 aber erfolgte ein größeres Facelift, und der 396 cui wurde durch den neuen 402 cui (6,6 l) V8 ersetzt; die Modellbezeichnung SS396 blieb jedoch erhalten. Chevrolets leistungsstärkster Motor wanderte in eine Handvoll El Caminos, nämlich der LS6 mit 7,5 Litern Hubraum, 335 kW (456 PS) und 678 Nm Drehmoment. Damit benötigte der El Camino unter 14 Sekunden für die stehende Viertelmeile und erreicht dabei knapp 170 km/h.
Im Modelljahr 1971 sanken die Leistungswerte quer durch das Chevrolet-Programm, da die Motoren auf bleifreies Benzin umgestellt wurden und niedrigere Verdichtungen erhielten; auch die strenger werdenden Abgasnormen machten sich bemerkbar. Die vormaligen Doppelscheinwerfer machten einfachen, runden Einheiten Platz und der Grill spitzte sich leicht V-förmig zu. 1972 waren keine größeren Änderungen zu vermerken, nur ging die Leistung weiter zurück.

Von diesem Modell gab es auch eine GMC-Version mit dem Namen GMC Sprint.

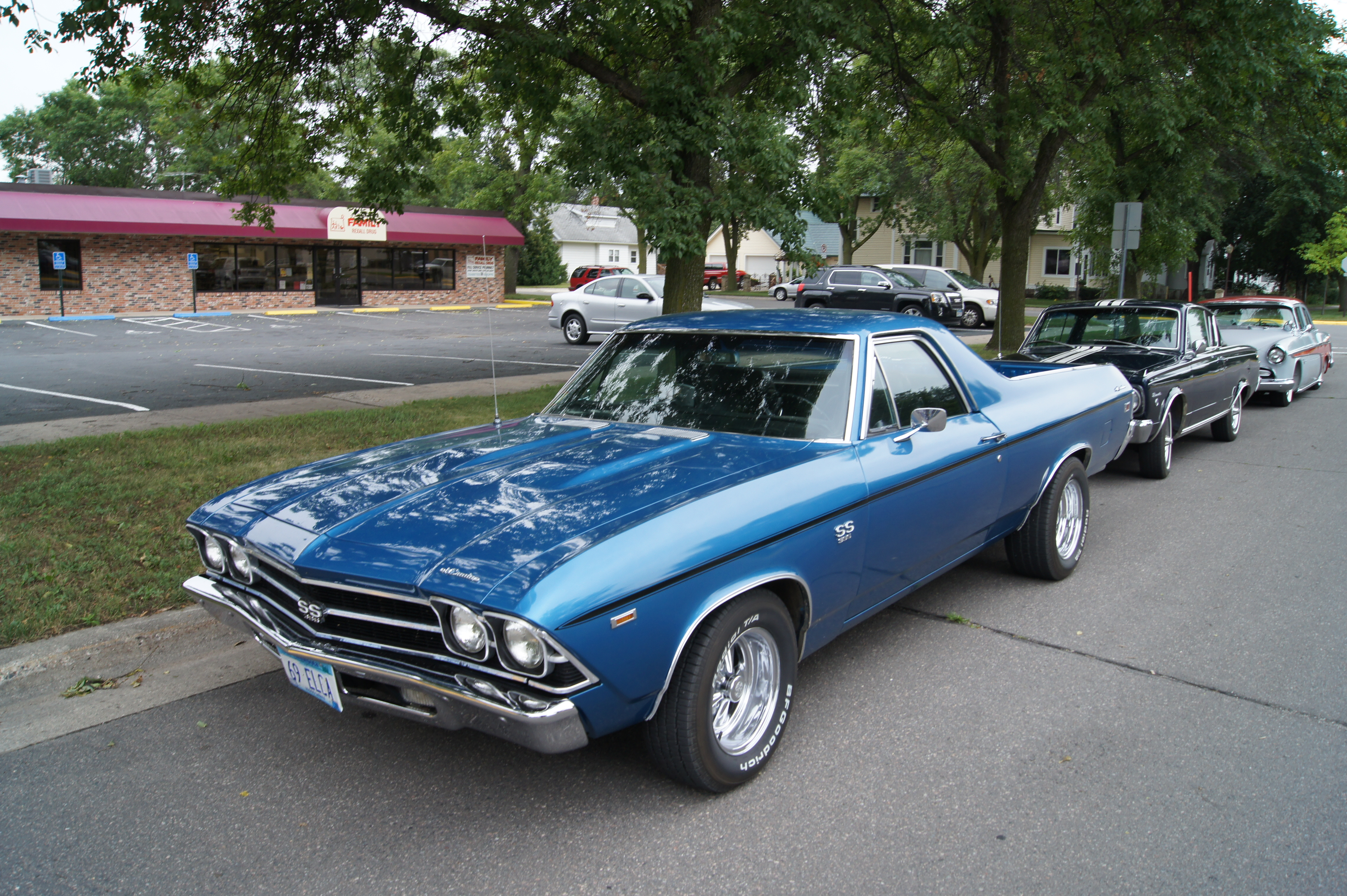
Chevrolet El Camino SS (1969)
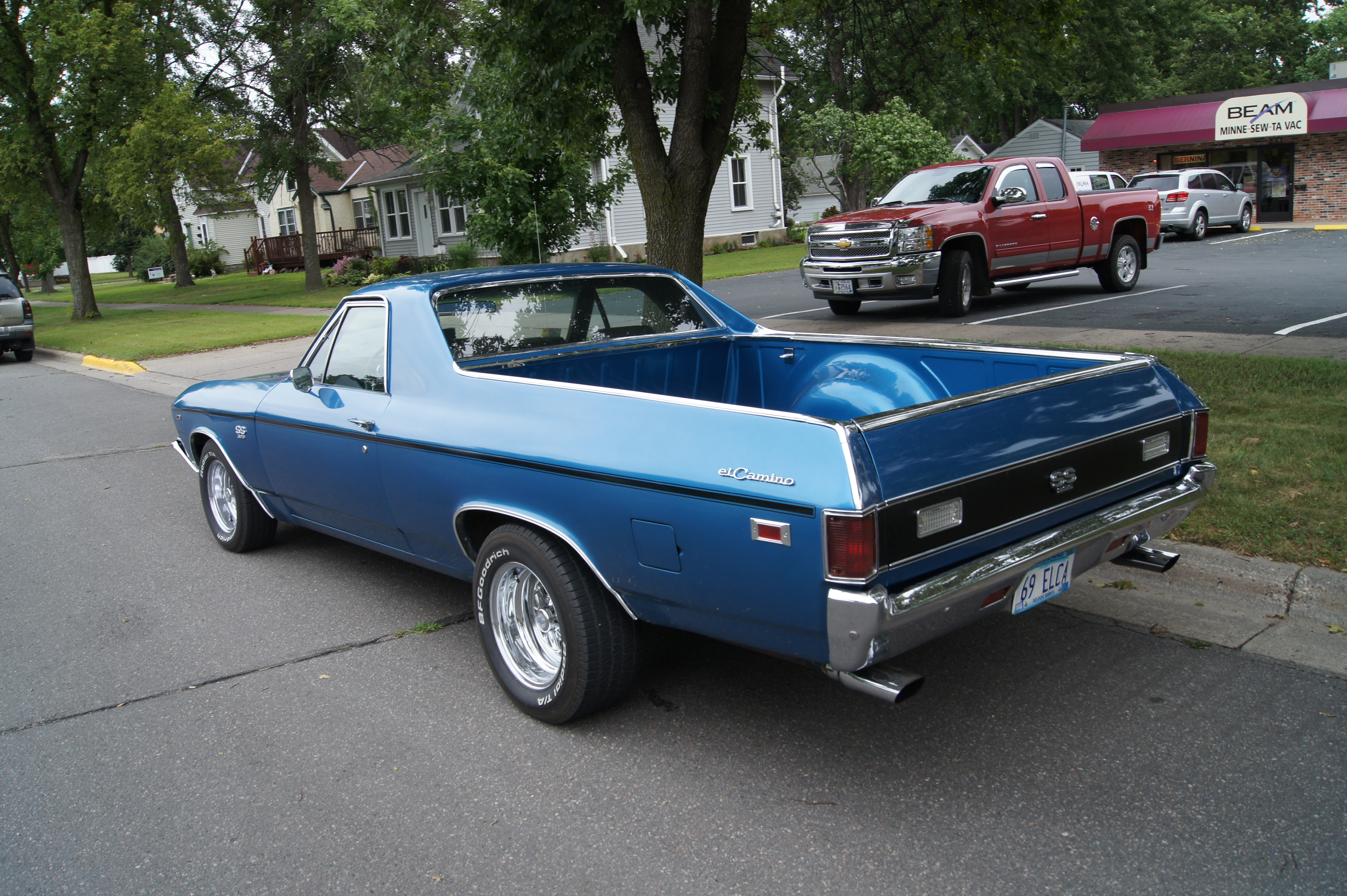
Heckansicht
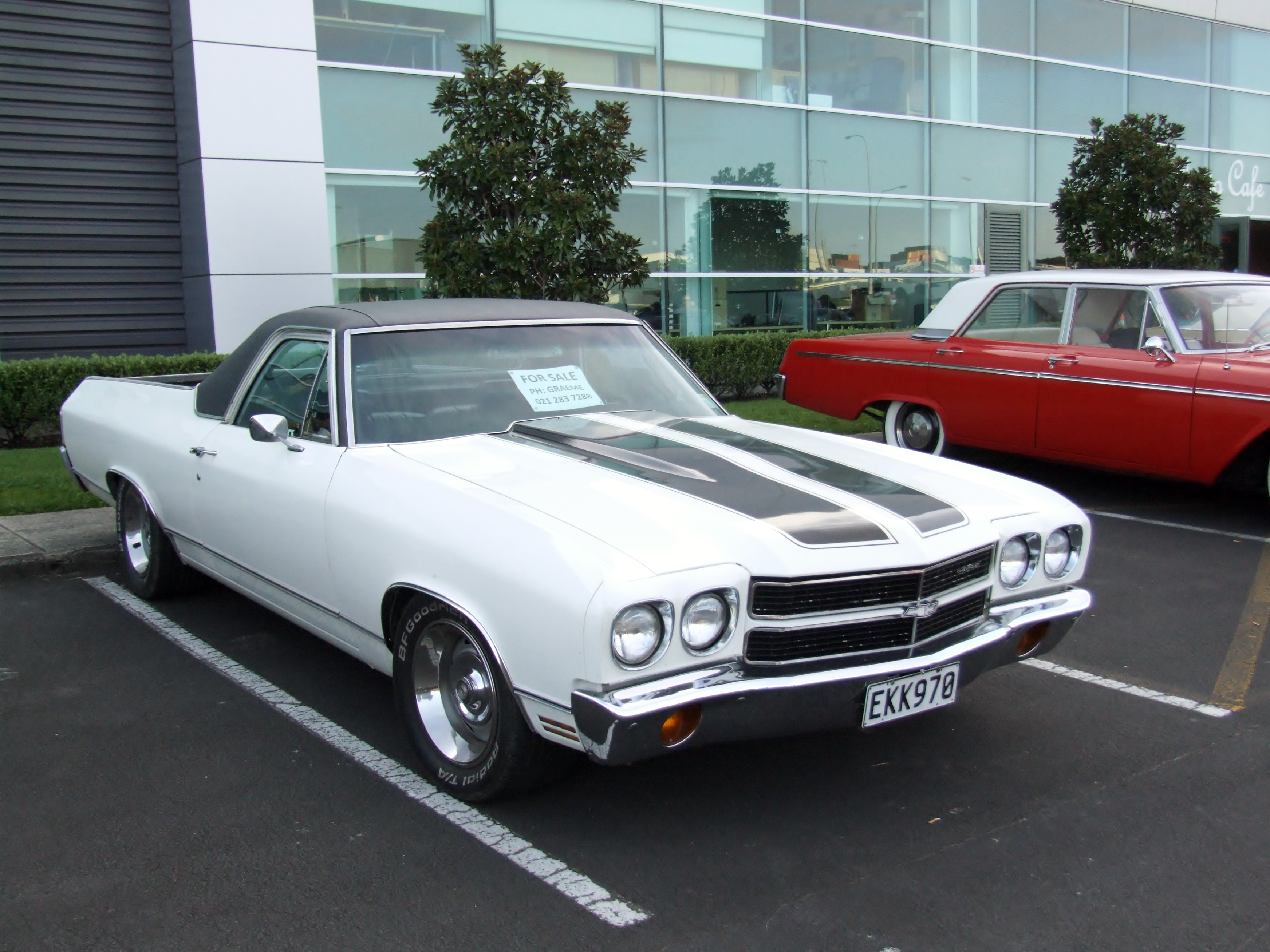
Chevrolet El Camino (1970)
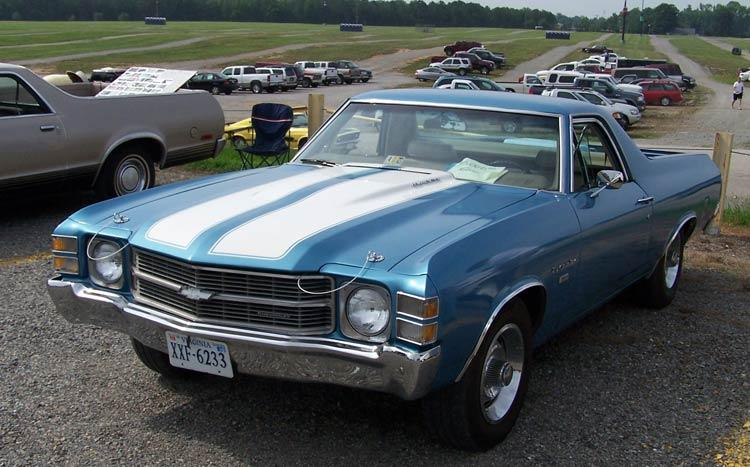
Chevrolet El Camino (1971)
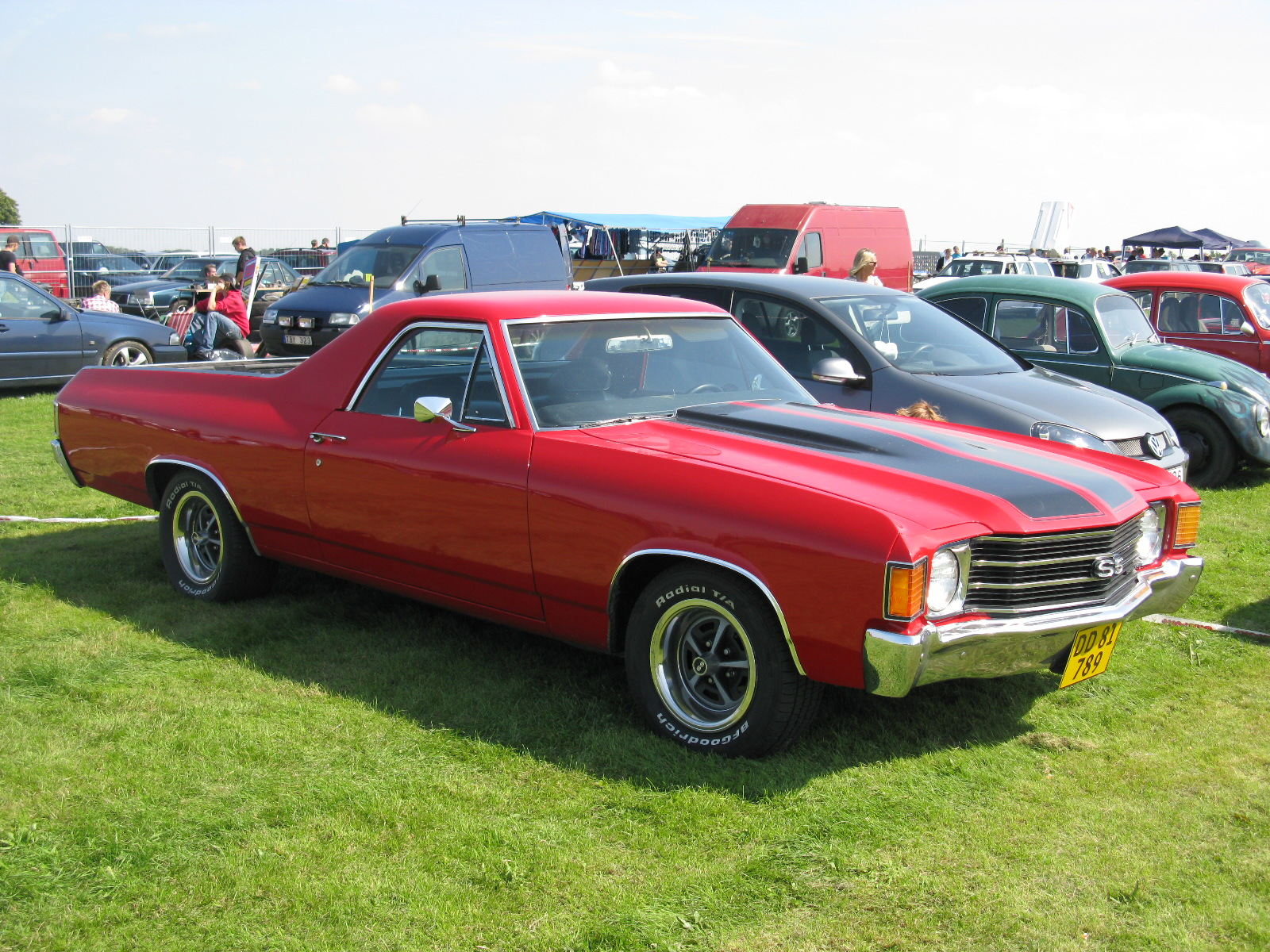
Chevrolet El Camino (1972)

## 1973–1977: Vierte Generation
Ab 1973 liefen, wiederum parallel zur Chevelle, die größten El Caminos vom Band. Dank der neuen, leichteren Konstruktion hatte Chevrolet das Gewicht im Vergleich zum Vorgängermodell trotzdem reduziert. Für das Modelljahr 1976 führte Chevrolet ein Facelift mit senkrecht übereinanderstehenden Doppelscheinwerfern durch, ansonsten gab es an der Serie bis 1978 kaum Änderungen. Auch hier gab es wieder ein Schwestermodell GMC Sprint.

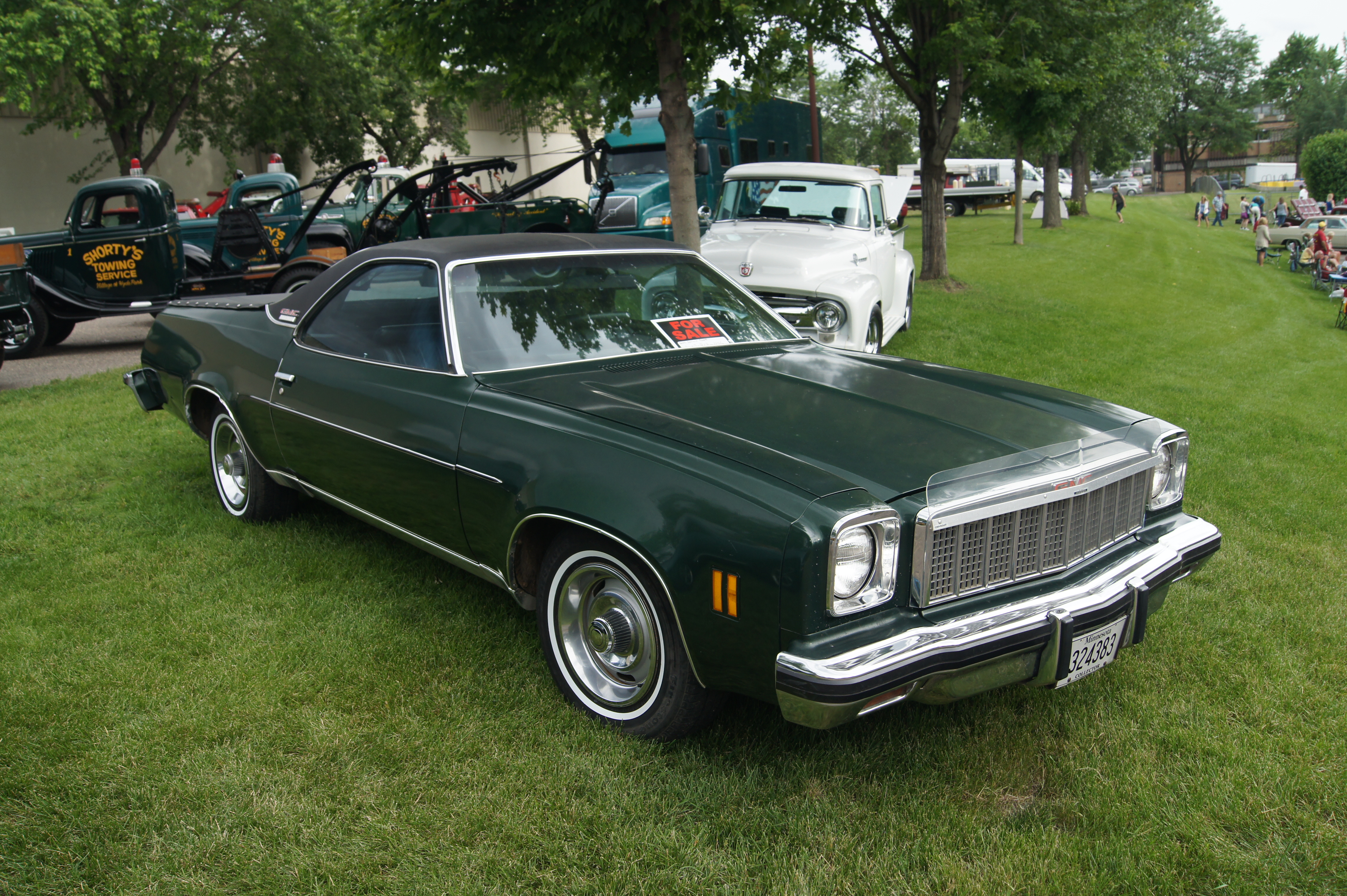
GMC Sprint (1975)
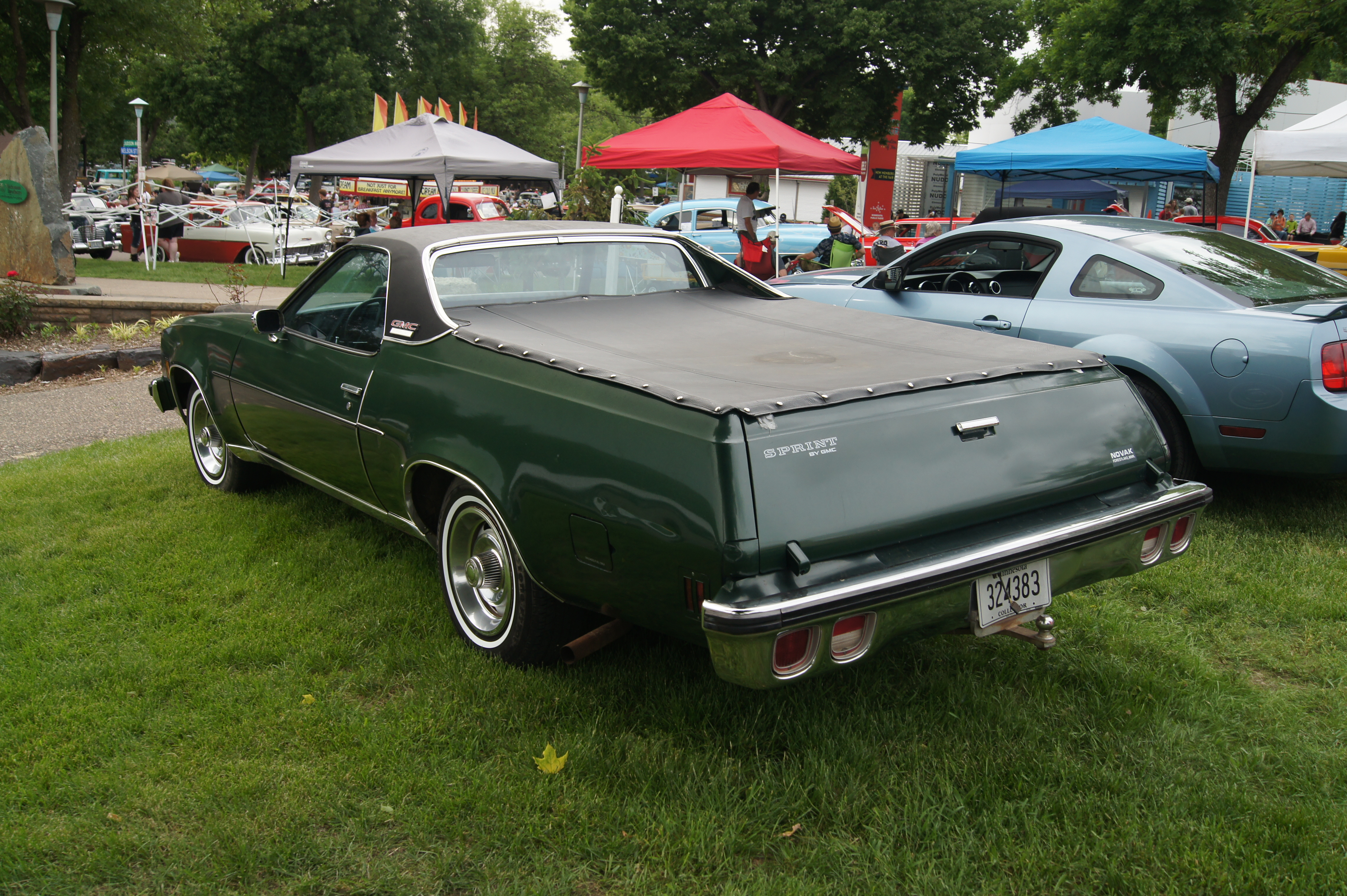
Heckansicht
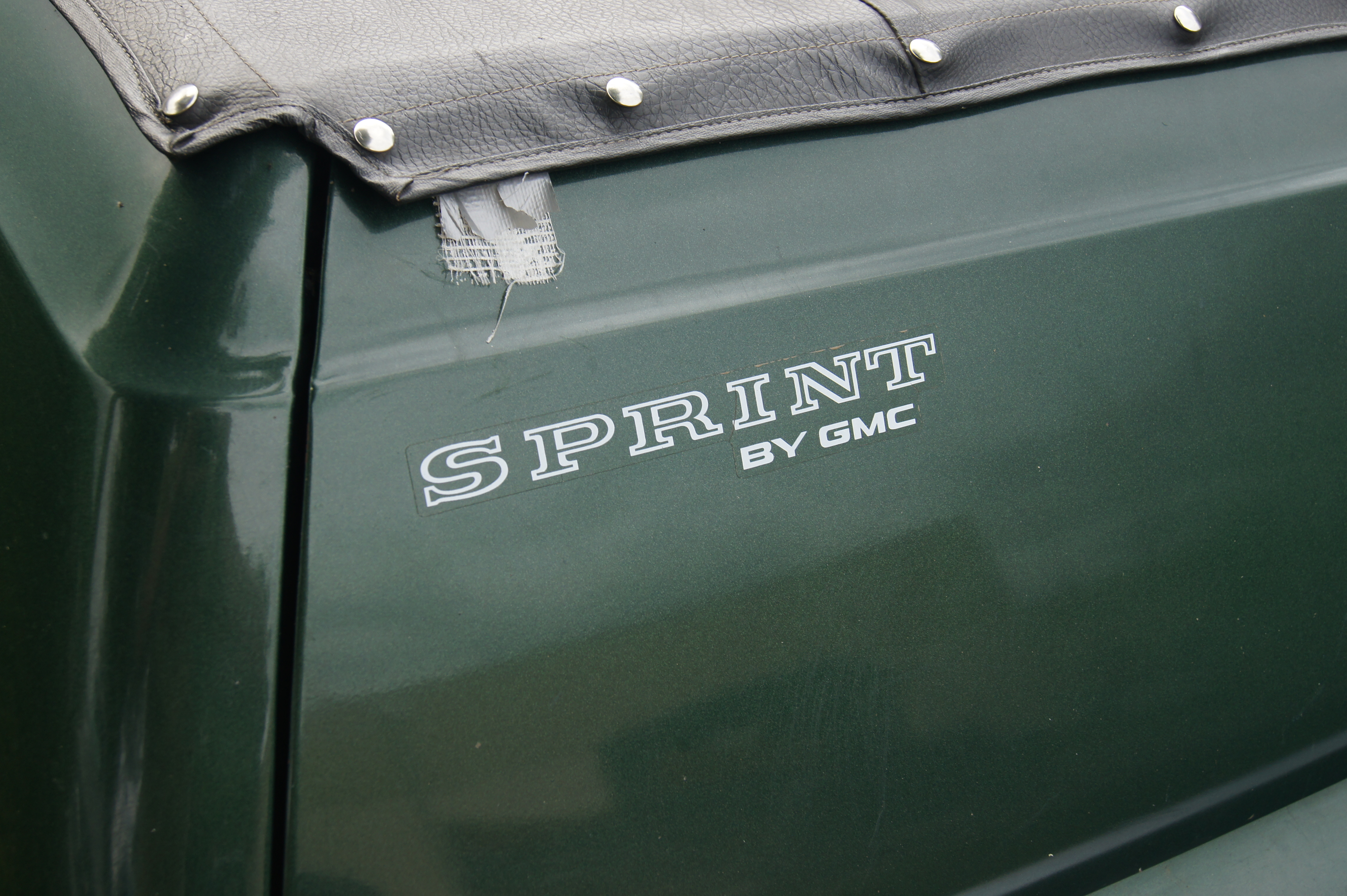
Logo

### Motoren
1973
- 307 cui V8 (85 kW/115 PS),
- 350 cui V8 (107 kW/145 PS),
- 350 cui V8 (129 kW/175 PS),
- 454 cui V8 (180 kW/245 PS)

1974
- 350 cui V8 (107 kW/145 PS),
- 350 cui V8 (118 kW/160 PS),
- 400 cui V8 (110 kW/150 PS),
- 454 cui V8 (173 kW/235 PS)

1975
- 250 cui R6 (77 kW/105 PS),
- 350 cui V8 (107 kW/145 PS),
- 350 cui V8 (121 kW/165 PS),
- 400 cui V8 (129 kW/175 PS),
- 454 cui V8 (158 kW/215 PS)

1976
- 250 cui R6 (77 kW/105 PS),
- 305 cui V8 (103 kW/140 PS),
- 350 cui V8 (107 kW/145 PS),
- 350 cui V8 (121 kW/165 PS),
- 400 cui V8 (129 kW/175 PS)

1977
- 250 cui R6 (77 kW/105 PS),
- 305 cui V8 (107 kW/145 PS),
- 350 cui V8 (125 kW/170 PS)

Nota: Angaben jetzt in SAE-Netto-PS, einer Norm, die bis auf eine Abweichung von etwa 1 % den DIN-Werten entspricht.

## 1978–1987: Fünfte Generation
Zum Modelljahr 1978 kam ein kleinerer, kantiger El Camino auf den Markt. Die Chevelle wurde nicht mehr produziert, was zur Folge hatte, dass die Komponenten des Chevelle-Nachfolgers Malibu und des Monte Carlo verwendet wurden. Parallel zu diesem Modell gab es auch wieder eine Variante von GMC, die nun unter dem Namen GMC Caballero (span. für Ritter) verkauft wurde. Ford hatte das Konkurrenzmodell Ranchero mit Ablauf des Jahres 1978 eingestellt. Weil ein Versuch, das Konzept mit dem Ford Durango wiederzubeleben, erfolglos blieb, waren die GM-Modelle in den 1980er-Jahren weitgehend ohne Wettbewerber.
Zum ersten Mal gab es auch einen V6-Motor im El Camino (einen von Buick bzw. Chevrolet stammenden 90°-V6) und von 1982 bis 1984 einen von Oldsmobile beigesteuerten Dieselmotor.
Parallel zum Malibu erhielt auch der El Camino für 1982 eine geänderte Front mit Doppelscheinwerfern.
Mit dem Ende des Modelljahres 1984 verlagerte Chevrolet die Produktion des El Camino und des GMC Caballero ins mexikanische Ramos Arizpe. Im Sommer 1987 wurde die Herstellung des El Camino eingestellt, da die Nachfrage stark nachgelassen hatte – der 1982 eingeführte größere Chevrolet S-10 verkaufte sich wesentlich besser als der Pick-Up auf Malibu-Basis. Etwa 200 unverkaufte 1987er El Camino wurden als „Modell 1988“ verkauft. Die im Iran von der Pars Khodro montierten Einheiten waren lediglich unter dem Namen Chevrolet Pick-up bekannt. Die Montage des Modells wurde dort aber erst im Jahre 1984 aufgenommen, nachdem sich die politische Situation nach der Islamischen Revolution entspannt hatte. Es war seither aber auch das letzte Fahrzeug aus dem GM-Konzern, welches im Iran zusammengebaut wurde.

Der El Camino wurde zwischen 1983 und 1987 auch mit einem Umbau bei ausgewählten Händlern angeboten (durchgeführt von Choo-Choo Customs Inc. aus Chattanooga in Tennessee). Zu den Modifikationen gehörten eine aerodynamische Frontpartie ähnlich der des Monte Carlo SS, seitliche Auspuffschürzen und Aluminiumfelgen. Der Umbau umfasste auch die Anbringung von SS-Aufklebern auf der Karosserie. Die meisten El Caminos, die zur Umrüstung geschickt wurden, waren jedoch keine echten Super Sports. 

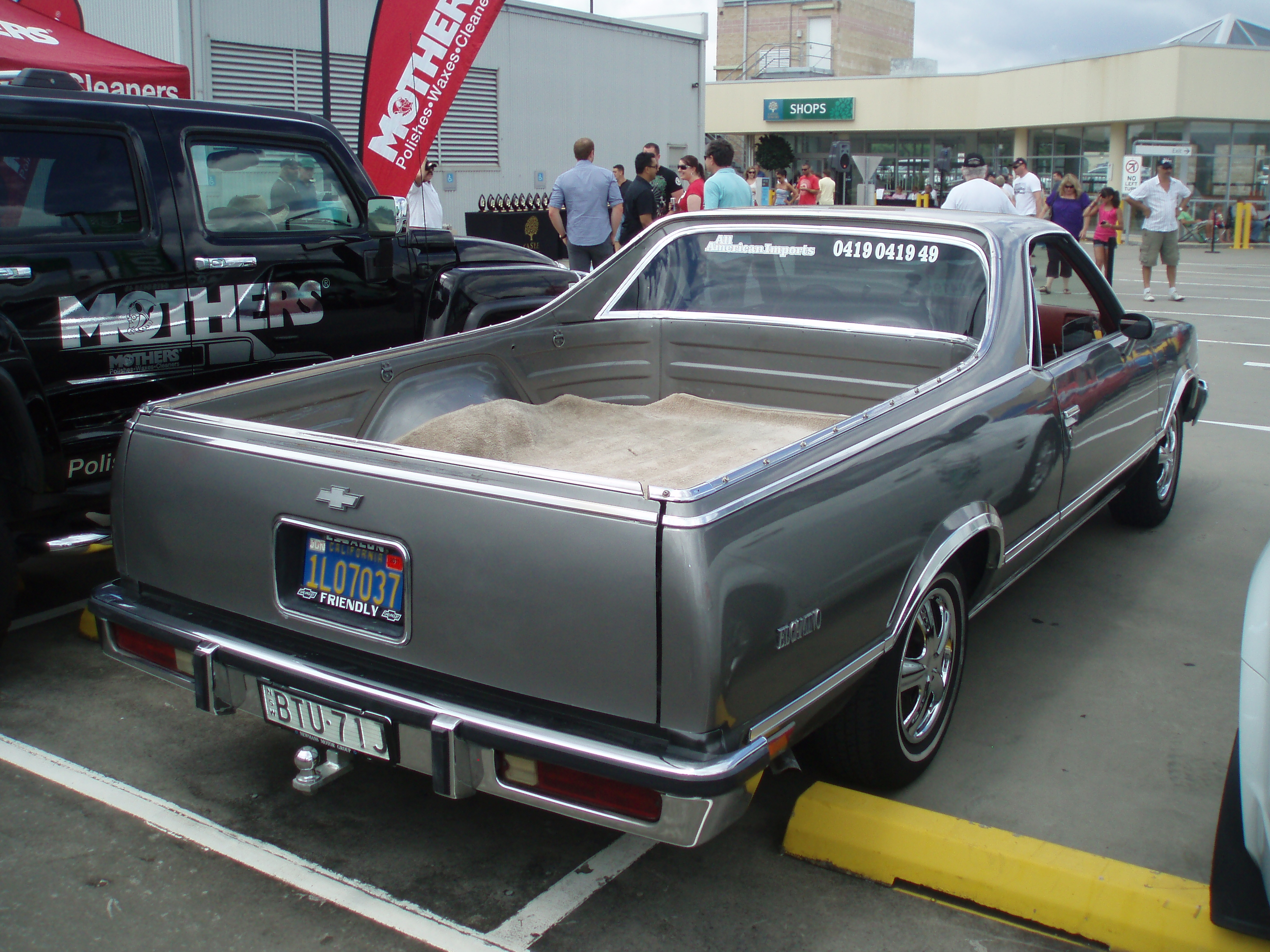
Heckansicht
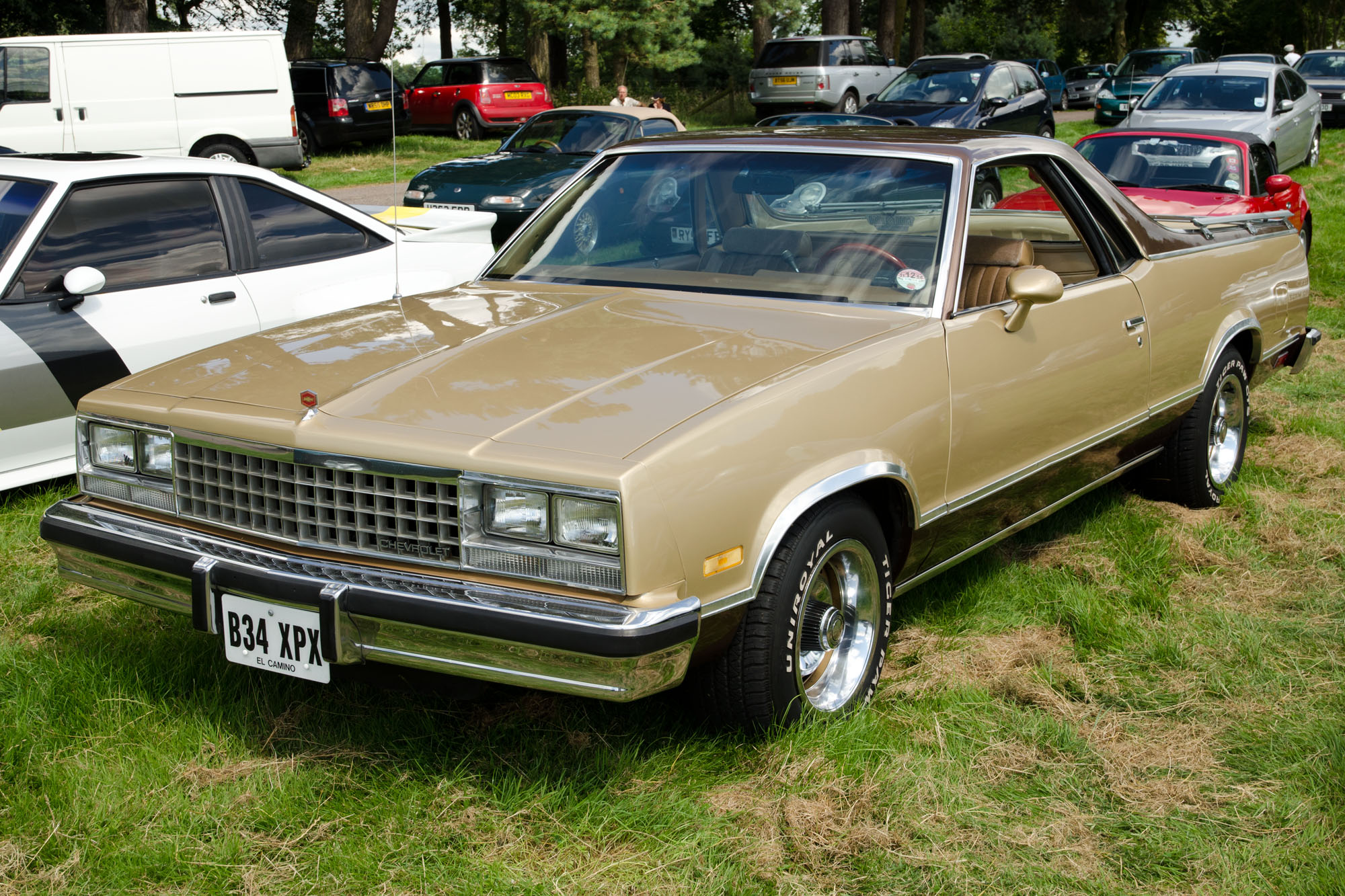
Chevrolet El Camino (1985–1987)
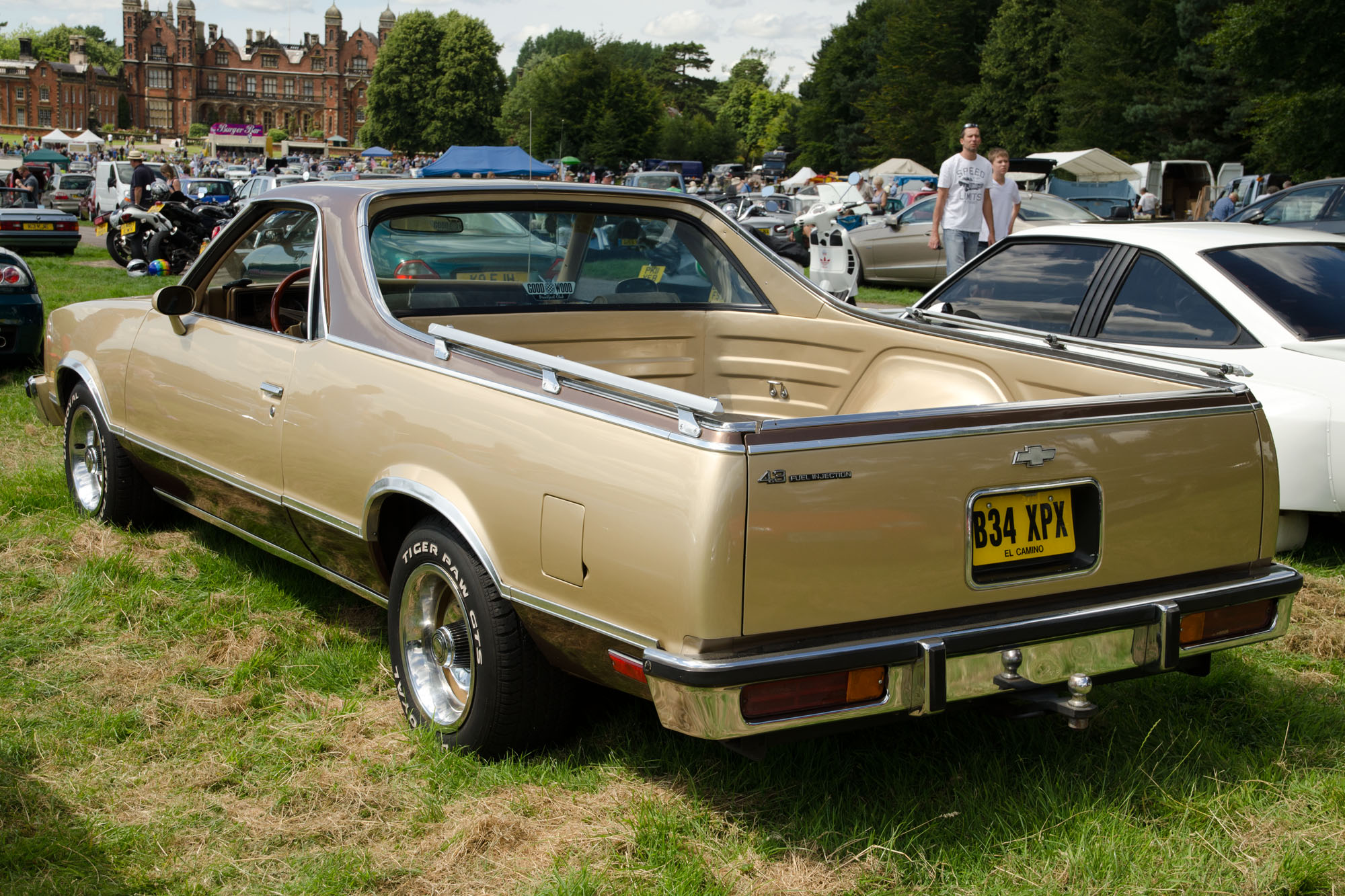
Heckansicht
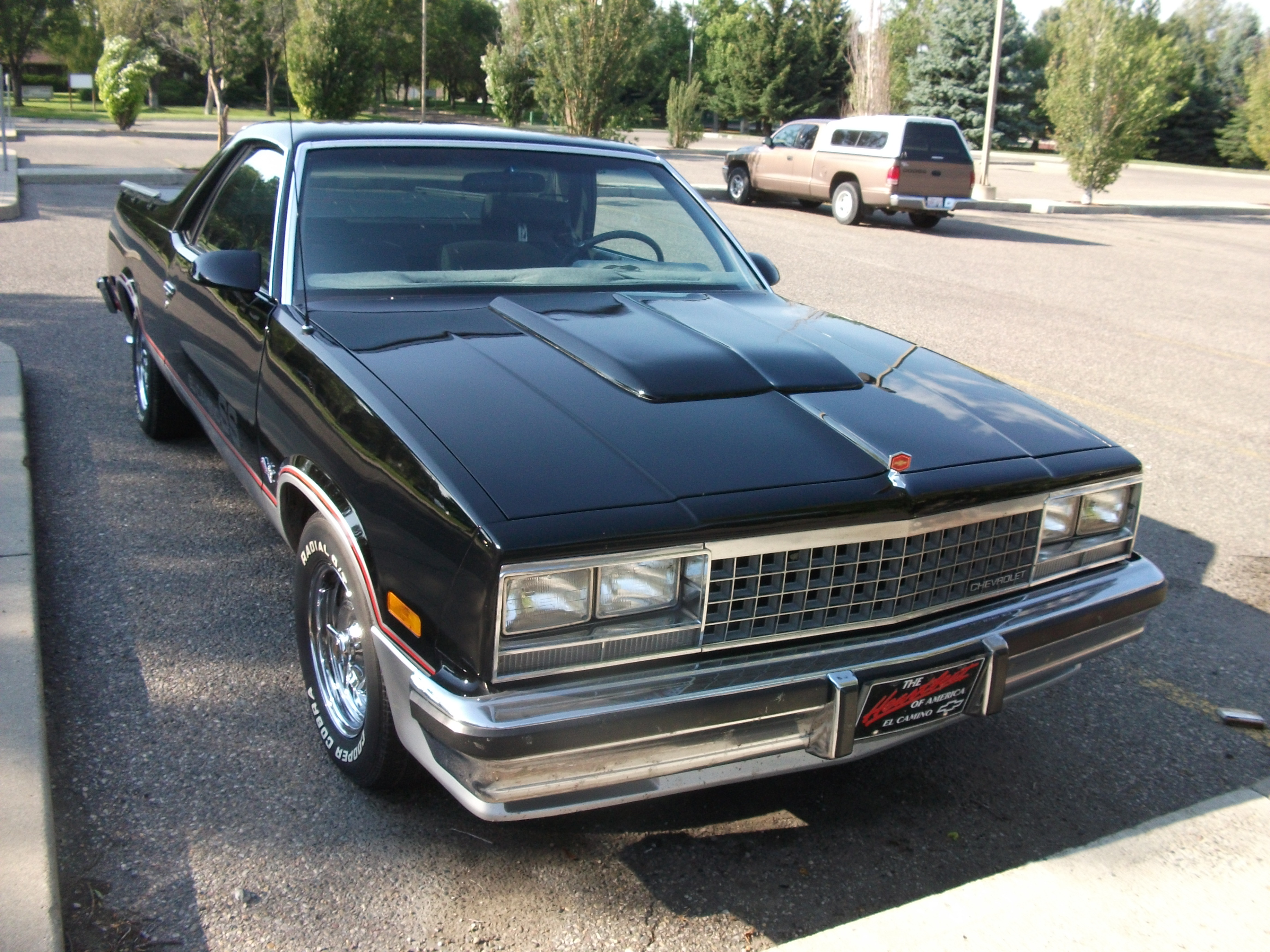
El Camino SS
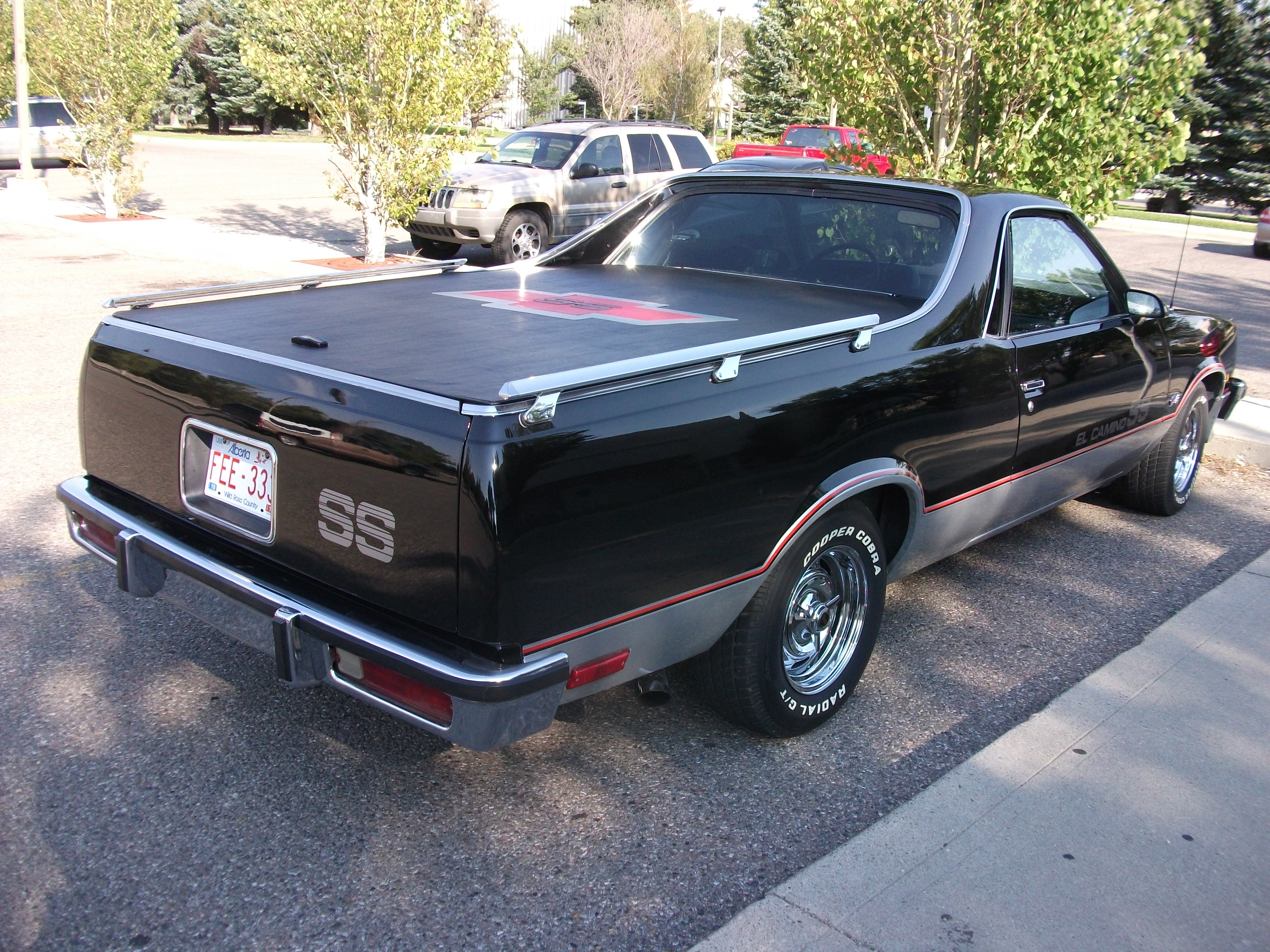
Heckansicht
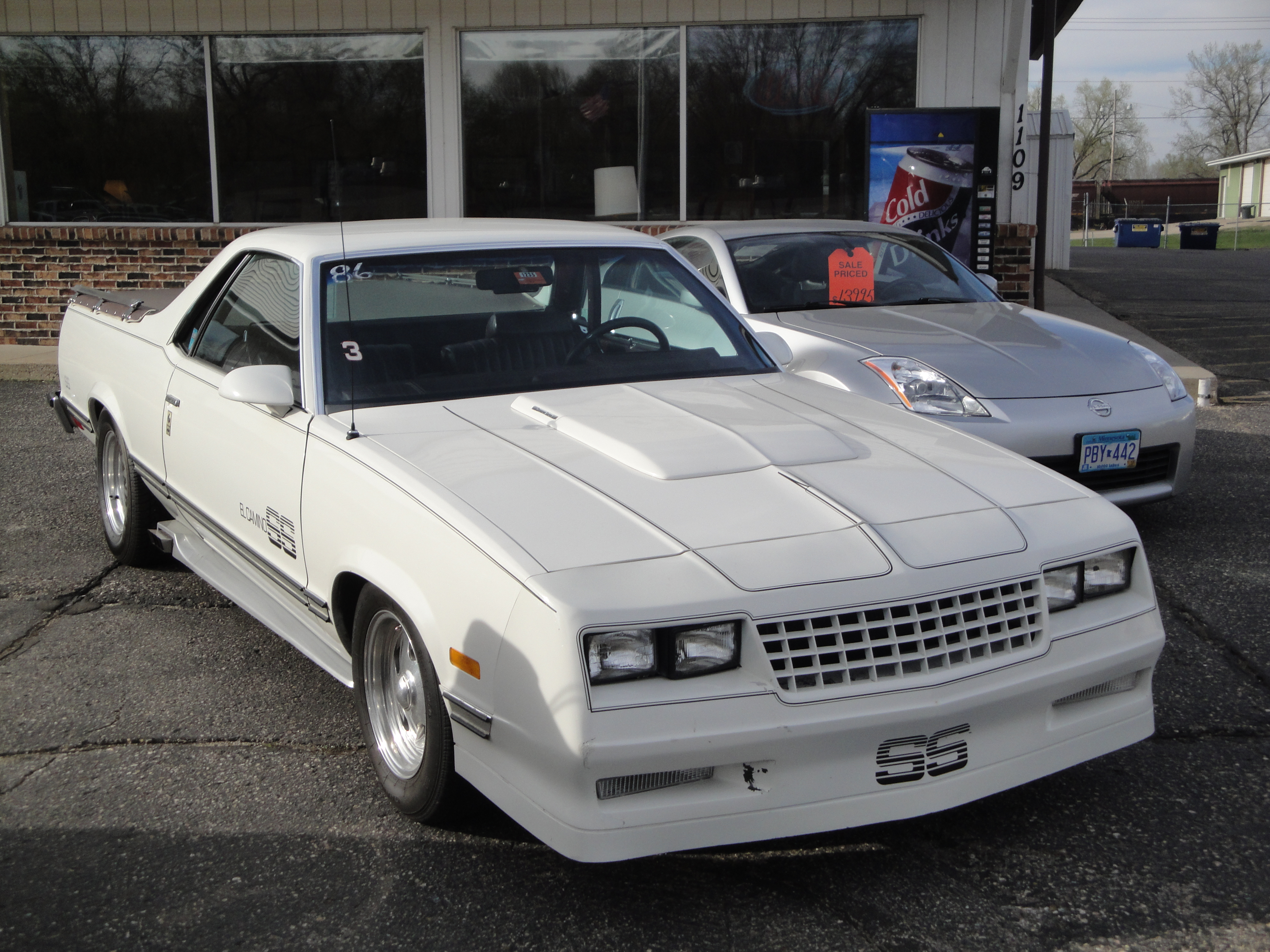
Umgebauter El Camino mit Monte Carlo SS-front
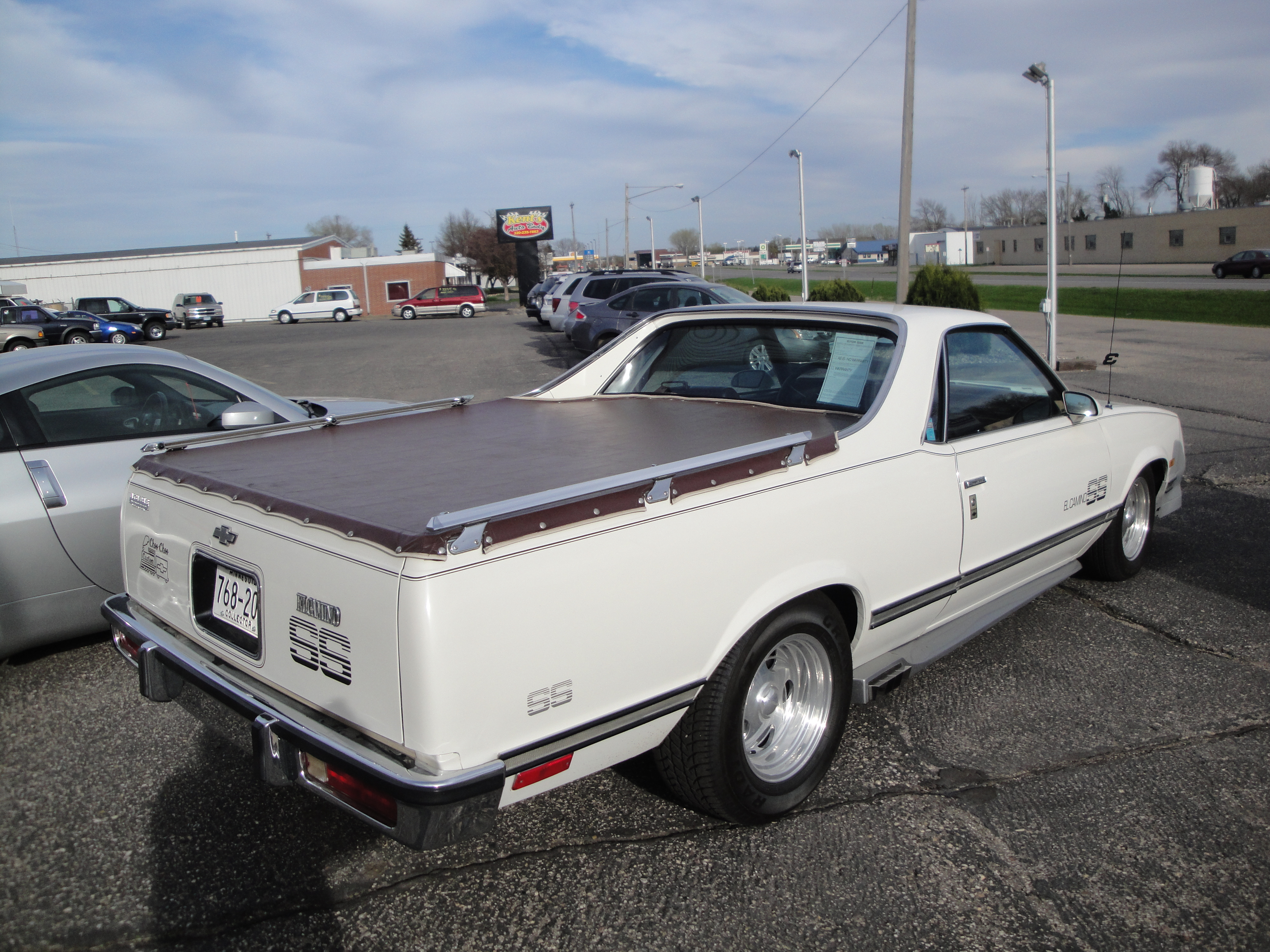
Heckansicht

### GMC Caballero
Der GMC Caballero ersetzte den GMC Sprint, basierte aber wie dieser weiterhin auf dem El Camino und wurde auch ebenso bis 1987 gebaut.

Ab 1978 wurde das sportliche Diablo-Paket als Äquivalent zum El Camino Black Knight (1978) bzw. Royal Knight (nach 1978) eingeführt (das wiederum ein Upgrade des langjährigen Super Sport (SS) Pakets war). Sowohl der Royal Knight als auch der Diablo trugen eine Motorhaubengrafik, die der des Pontiac Trans Am nicht unähnlich war; die des Diablo bestand aus einem symmetrischen Flammenmuster, das einem Dämon ähnelte. Neben den Akzenten auf der Motorhaube hatte der Diablo auch eine Akzentfarbe für den unteren Teil der Karosserie, Außenspiegel in Wagenfarbe, schwarz eingefasste Fensterrahmen, einen vorderen Luftdämpfer, farblich abgestimmte „Rally“-Stahlräder mit Zierringen und einen großen „Diablo“-Aufkleber auf der Heckklappe.

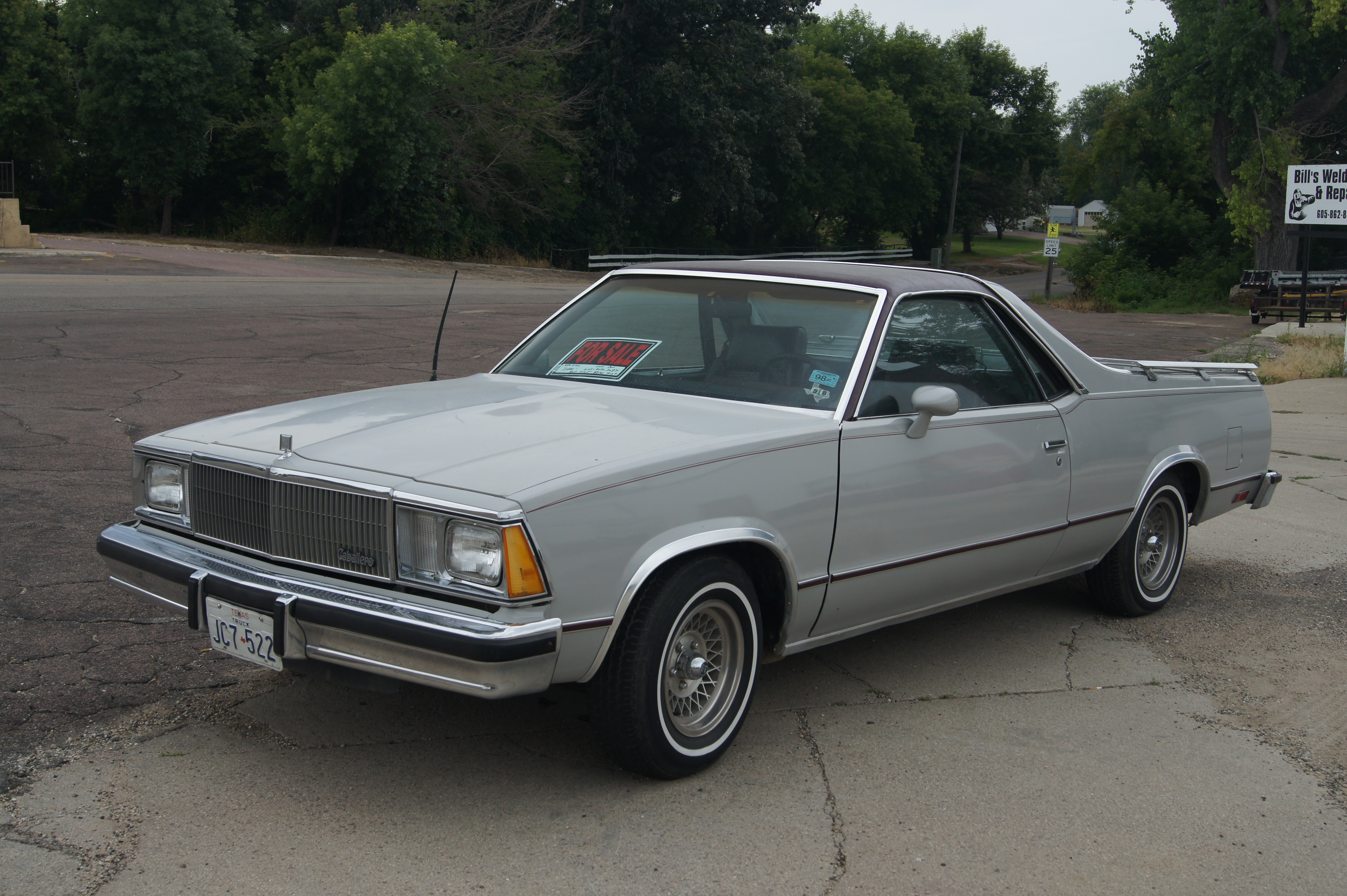
GMC Caballero (1980)
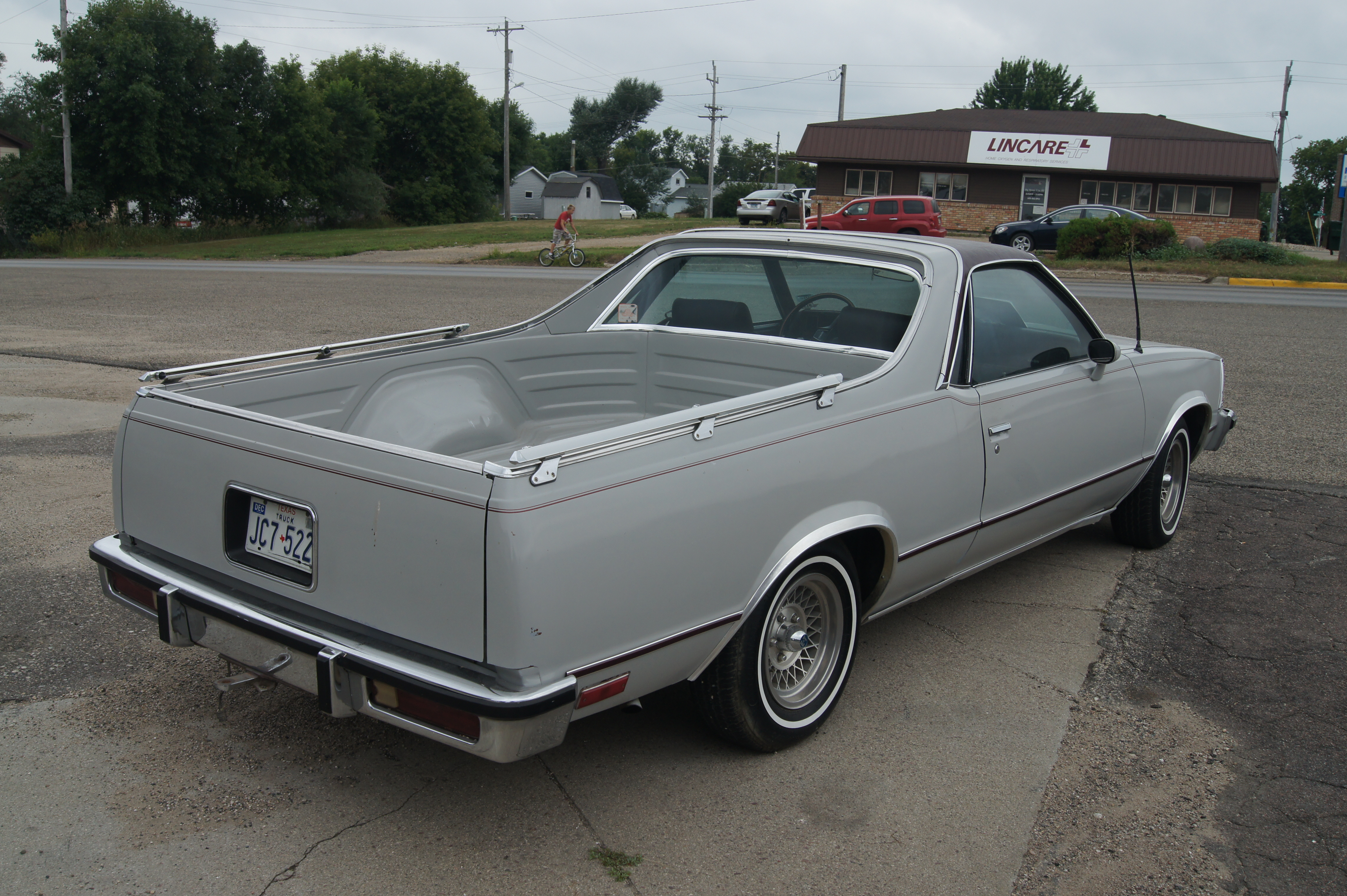
Heckansicht
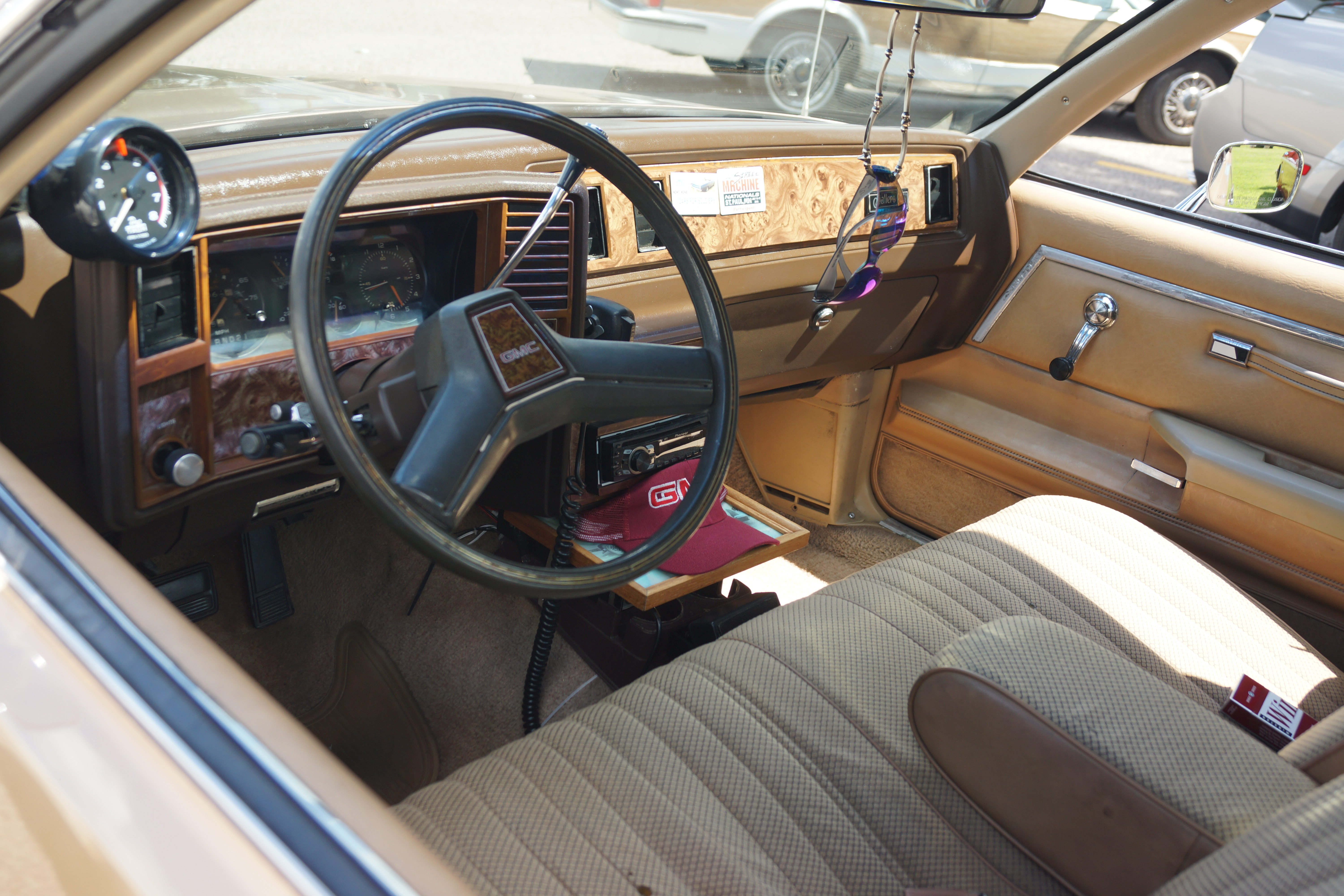
Innenraum
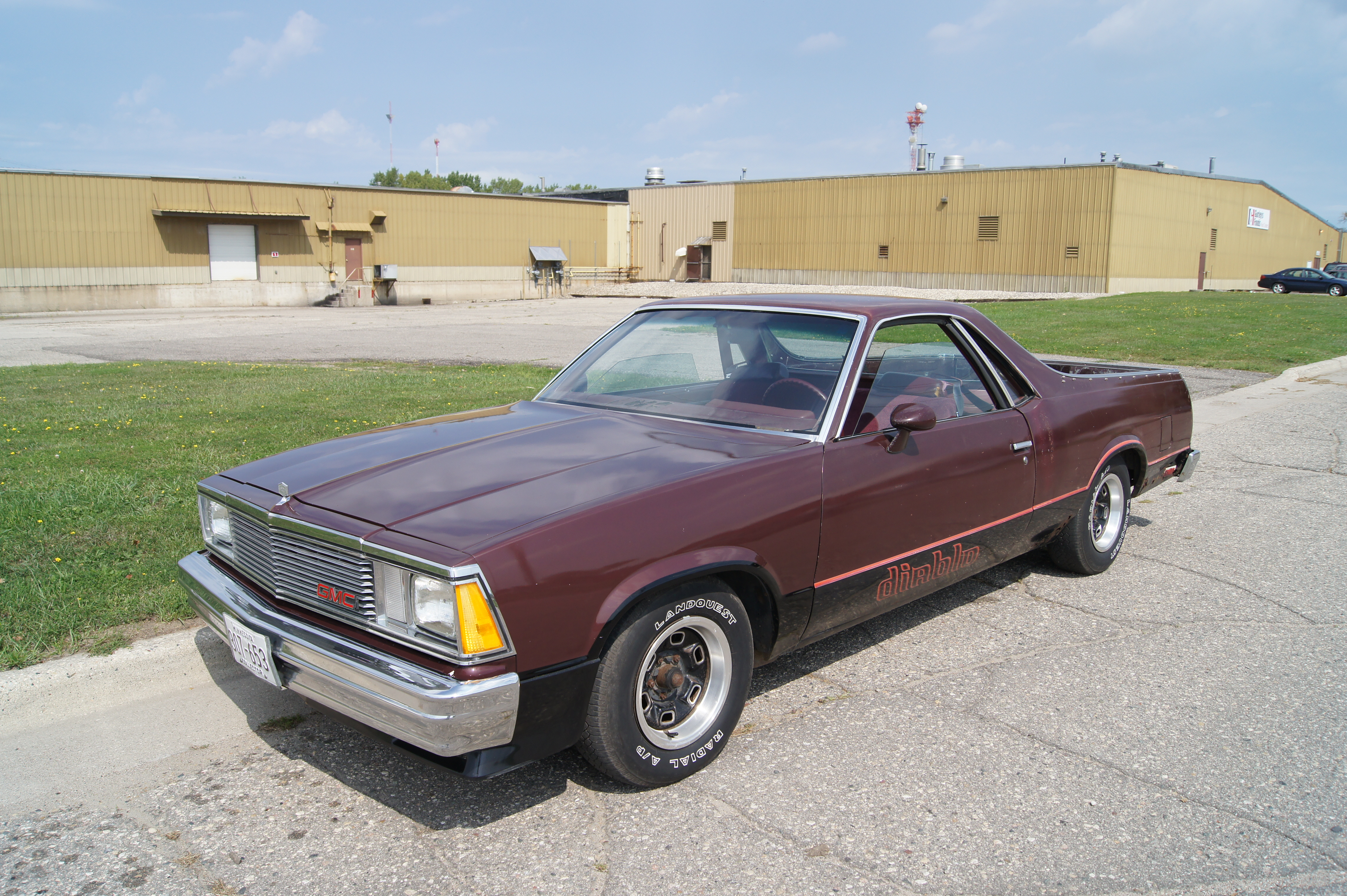
GMC Caballero Diablo
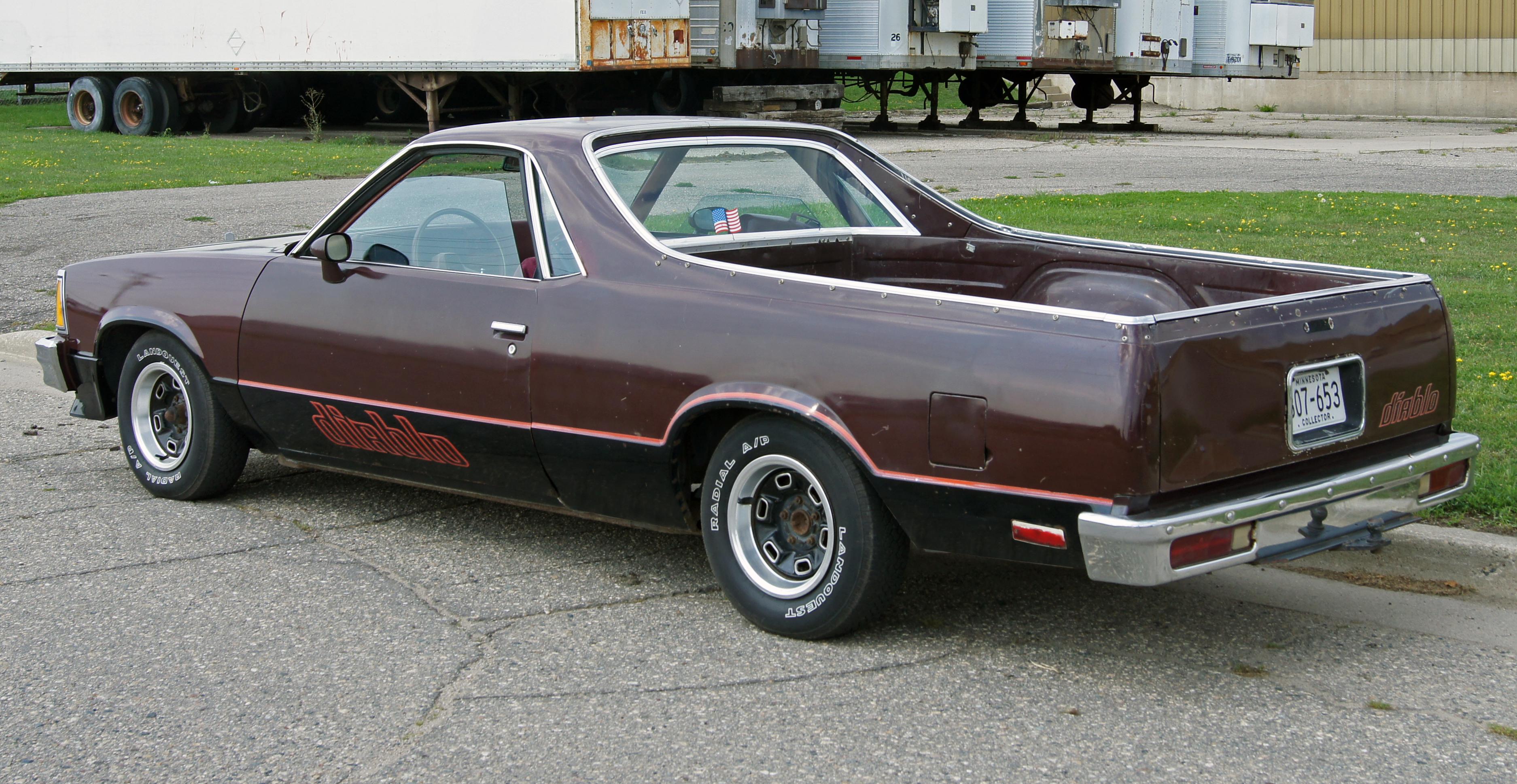
Heckansicht

### Motoren
1978
- 200 cui V6 (69 kW/94 PS),
- 231 cui V6 (77 kW/105 PS),
- 305 cui V8 (107 kW/145 PS),
- 350 cui V8 (125 kW/170 PS)

1979
- 200 cui V6 (69 kW/94 PS),
- 231 cui V6 (77 kW/105 PS),
- 267 cui V8 (92 kW125 PS),
- 305 cui V8 (114 kW/155 PS),
- 350 cui V8 (125 kW/170 PS)

1980
- 229 cui V6 (81 kW/110 PS),
- 231 cui V6 (85 kW/115 PS),
- 267 cui V8 (85 kW/115 PS),
- 305 cui V8 (107 kW/145 PS)

1981
- 229 cui V6,
- 231 cui V6,
- 267 cui V8,
- 305 cui V8

1982
- 229 cui V6,
- 231 cui V6,
- 267 cui V8,
- 305 cui V8

1983
- 229 cui V6,
- 231 cui V6,
- 305 cui V8,
- 350 cui V8

1984
- 229 cui V6,
- 231 cui V6,
- 305 cui V8,
- 350 cui V8

1985
- 262 cui V6,
- 305 cui V8

1986
- 262 cui V6,
- 305 cui V8

1987
- 262 cui V6,
- 305 cui V8[7]

## Neue Konzepte
Während der 1990er Jahre hatte GM ein neues El-Camino-Konzept auf der Grundlage des Caprice Kombi mit dem Kühlergrill eines 1994–1996 Impala SS; dieses Konzept war für die Serienproduktion bestimmt, es wurde jedoch aufgrund profitablerer SUV GM-Verkäufe eingestellt.

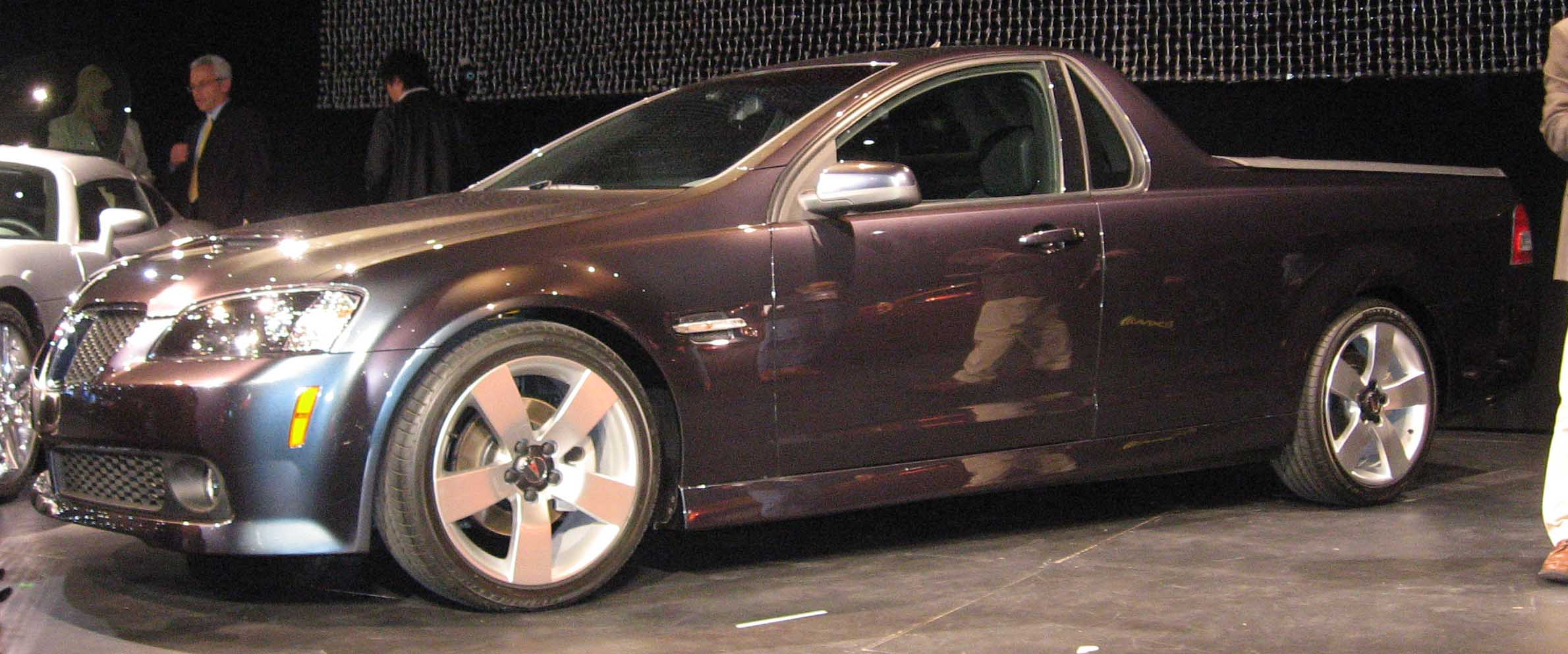
2010er Pontiac G8 ST, NY Auto Show, 2008

Der Pontiac G8 ST wurde an der New York International Auto Show im März 2008 gezeigt. Basierend auf dem Holden Ute, war er auf der gleichen G8-Plattform mit einer integrierten 1900 mm langen Ladefläche. Der Sport Truck hatten den gleichen 361 PS (269 kW) starken 6,0-Liter-V8-Motor, der im G8 GT verwendet wird, sowie den 3,6-Liter und 300 PS starken (220 kW) Direkteinspritzer-V6. Der G8-ST, geplant für die Freigabe als 2010er-Modell, sollte für GM das erste Coupé-Dienstprogramm in Nordamerika werden, da die Produktion des El Camino 1987 eingestellt worden war. Im Januar 2009 teilte GM Pontiac-Händlern jedoch mit, dass die Entwicklung des G8-ST wegen Budgetkürzungen und Umstrukturierungen eingestellt wurde.

## Die australischen Vettern
Die australische GM-Dependance Holden bot seit 1951 auf der Basis der eigenen Pkw-Modelle eine Pick-Up-Ableitung an, den Holden Ute. In gewisser Hinsicht waren diese in ihrer Heimat sehr beliebten leichten Nutzfahrzeuge Inspiration für die car-pick ups von Ford und GM. Wie diese waren sie ursprünglich für eine eher ländliche Kundschaft konzipiert und wurden teilweise auch unter der Bezeichnung Holden Kingswood nach Südafrika exportiert. Mit dem El Camino waren und sind diese Fahrzeuge aber nicht verwandt.

## Wissenswertes
- Im Film Harold and Maude fährt die Hauptdarstellerin Ruth Gordon einen hellgrünen Chevrolet El Camino vermutlich der dritten Generation.
- Der Nebencharakter Ryder in GTA: San Andreas fährt einen Wagen der auf dem El Camino basiert.
- In der Serie My Name Is Earl fährt die Titelfigur Earl einen 1973er El Camino.
- Im Film The Mexican waren El Caminos zu sehen.
- Im Film Vier Brüder spielt ebenfalls ein El Camino eine Rolle und ist an einem Unfall beteiligt.
- Im Film Der Staatsfeind Nr. 1 fährt „Brill“ (Gene Hackman) einen El Camino, der gesprengt wird.
- Im Film The Return spielt ein blauer 5th Gen El Camino eine Rolle als Fahrzeug eines Hauptdarstellers, und wieder wird ihm per Unfall ein Ende gesetzt.
- Die Band Slant 6 hat dem El Camino auf ihrem Album Driving to the Edge den Song El Camino Man gewidmet.
- Die Band The Black Keys benannte ihr 2011er-Album El Camino, das Cover zeigt jedoch einen Plymouth Voyager.
- Im Film Bodyguard fährt Kevin Costner einen El Camino.
- Im Film Heat (1995) fährt Danny Trejo einen blauen 1983 El Camino.
- In der US-Sitcom Die wilden Siebziger versucht Michael Kelso (Ashton Kutcher) Leo (Tommy Chong) einen El Camino abzukaufen.
- El Camino: Ein „Breaking Bad“-Film ist ebenfalls nach dem Auto benannt. Ein El Camino dient dem Protagonisten dort als Fluchtwagen.
- Im Lied „Stylo“ von den Gorillaz fährt Bruce Willis einen roten El Camino und verfolgt die Gorillaz.
- Nicolas Cage fährt im Film „Im Körper des Feindes“ (Originaltitel: „Face/Off“) von 1997 einen 1970 El Camino.